# ブルース・メダル
ブルース・メダル（Catherine Wolfe Bruce gold medal）は、天文学の分野に貢献した人物に対して太平洋天文学会が贈る賞である。
天文学の研究を支援した慈善家、キャサリン・ウルフ・ブルースを記念して創設された。

## 受賞者一覧
- 1898年：サイモン・ニューカム
- 1899年：アルトゥル・アウヴェルス
- 1900年：デービッド・ギル
- 1902年：ジョヴァンニ・スキアパレッリ
- 1904年：ウィリアム・ハギンズ
- 1906年：ヘルマン・カール・フォーゲル
- 1908年：エドワード・ピッカリング
- 1909年：ジョージ・ウィリアム・ヒル
- 1911年：アンリ・ポアンカレ
- 1913年：ヤコブス・カプタイン
- 1914年：オスカル・バックルンド
- 1915年：ウィリアム・ウォレス・キャンベル
- 1916年：ジョージ・ヘール
- 1917年：エドワード・エマーソン・バーナード
- 1920年：アーネスト・ウィリアム・ブラウン
- 1921年：アンリ・デランドル
- 1922年：フランク・ダイソン
- 1923年：バンジャマン・バイヨー
- 1924年：アーサー・エディントン
- 1925年：ヘンリー・ノリス・ラッセル
- 1926年：ロバート・グラント・エイトケン
- 1927年：ハーバート・ターナー
- 1928年：ウォルター・シドニー・アダムズ
- 1929年：フランク・シュレジンガー
- 1930年：マックス・ウォルフ
- 1931年：ウィレム・ド・ジッター
- 1932年：ジョン・プラスケット
- 1933年：カール・シャーリエ
- 1934年：アルフレッド・ファウラー
- 1935年：ヴェスト・スライファー
- 1936年：アーミン・ロイシュナー
- 1937年：アイナー・ヘルツシュプルング
- 1938年：エドウィン・ハッブル
- 1939年：ハーロー・シャプレー
- 1940年：フレデリック・シアーズ
- 1941年：ジョエル・ステビンス
- 1942年：ヤン・オールト
- 1945年：エドワード・アーサー・ミルン
- 1946年：ポール・メリル
- 1947年：ベルナール・リヨ
- 1948年：オットー・シュトルーベ
- 1949年：ハロルド・スペンサー＝ジョーンズ
- 1950年：アルフレッド・ジョイ
- 1951年：マルセル・ミンナルト
- 1952年：スブラマニアン・チャンドラセカール
- 1953年：ハロルド・バブコック
- 1954年：ベルティル・リンドブラッド
- 1955年：ウォルター・バーデ
- 1956年：アルブレヒト・ウンゼルト
- 1957年：アイラ・ボーエン
- 1958年：ウィリアム・ウィルソン・モーガン
- 1959年：ベンクト・ストレームグレン
- 1960年：ヴィクトル・アンバルツミャン
- 1961年：ルドルフ・ミンコフスキー
- 1962年：グロート・レーバー
- 1963年：セス・B・ニコルソン
- 1964年：オットー・ヘックマン
- 1965年：マーチン・シュヴァルツシルト
- 1966年：ディルク・ブラウワー
- 1967年：ルードヴィッヒ・ビーアマン
- 1968年：ウィレム・ヤコブ・ルイテン
- 1969年：ホーレス・バブコック
- 1970年：フレッド・ホイル
- 1971年：ジェシー・グリーンスタイン
- 1972年：ヨシフ・シクロフスキー
- 1973年：ライマン・スピッツァー
- 1974年：マーティン・ライル
- 1975年：アラン・サンデージ
- 1976年：エルンスト・エピック
- 1977年：バルト・ボーク
- 1978年：ヘンドリク・ファン・デ・フルスト
- 1979年：ウィリアム・ファウラー
- 1980年：ジョージ・ハービッグ
- 1981年：リカルド・ジャコーニ
- 1982年：マーガレット・バービッジ
- 1983年：ヤーコフ・ゼルドビッチ
- 1984年：オーリン・ウィルソン
- 1985年：トーマス・カウリング
- 1986年：フレッド・ホイップル
- 1987年：エドウィン・サルピーター
- 1988年：ジョン・ボルトン
- 1989年：アドリアーン・ブラウ
- 1990年：シャーロット・ムーア＝シタリー
- 1991年：ドナルド・オスターブロック
- 1992年：マーテン・シュミット
- 1993年：マーティン・リース
- 1994年：ウォーレス・サージェント
- 1995年：ジェームズ・ピーブルス
- 1996年：アルバート・ホィットフォード
- 1997年：ユージン・ニューマン・パーカー
- 1998年：ドナルド・リンデンベル
- 1999年：ジェフリー・バービッジ
- 2000年：ラシード・スニャーエフ
- 2001年：ハンス・ベーテ
- 2002年：ボーダン・パチンスキー
- 2003年：ヴェラ・ルービン
- 2004年：林忠四郎
- 2005年：ロバート・クラフト
- 2006年：Frank J. Low
- 2007年：Martin Harwit
- 2008年：Sidney van den Bergh
- 2009年：フランク・シュー
- 2010年：ゲリー・ノイゲバウアー
- 2011年：エレミア・オストライカー
- 2012年：サンドラ・フェイバー
- 2013年：ジェームズ・E・ガン
- 2014年：Kenneth Kellermann
- 2015年：Douglas N.C. Lin
- 2016年：Andrew C. Fabian
- 2017年：Nicholas Z. Scoville
- 2018年：Tim Heckman
- 2019年：Martha P. Haynes
- 2021年：Bruce Elmegreen
- 2022年：Ellen Zweibel
- 2023年：Marcia J. Rieke
- 2024年：Chryssa Kouveliotou